# Юрьев, Пантелеймон Васильевич
Пантелеймон Васильевич Юрьев (1904—1983), псевдоним Семён Витязевский — журналист, поэт, главный редактор газет «Русский голос» и «Утро», деятель русского меньшинства во времена II Речипосполитой и Польской Народной Республики.
Пантелеймон Юрьев родился в Москве. Отец — потомственный дворянин Василий Владимирович Юрьев, мировой судья. Мать — потомственная дворянка Александра Владимировна Юрьева (урожд. Шмит). По линии матери П. Юрьев — троюродный брат известного советского прозаика и поэта Константина Симонова.
Незадолго до Первой мировой войны семья переехала в город Острог Волынской губернии, где Пантелеймон учился в русской гимназии. В начале 20-х годов семья переехала в Вильно. Родители остались там жить, а Пантелеймон перебрался во Львов, а затем в Варшаву.
Вторую мировую войну Пантелеймон Васильевич вместе с первой женой Анной пережил в Варшаве. В 1945 году Юрьевы переехали в Лодзь.
После трагической гибели Анны в 60-х годах П. Юрьев женился повторно.
В 50-х — 60-х годах П. Юрьев в составе делегации польских литераторов несколько раз приезжал в СССР.
Пантелеймон Юрьев ушёл из жизни в 1983 году в возрасте 79 лет и был похоронен в Лодзи на католическом кладбище Mania.

## Творчество
У Юрьева очень рано проявился литературный талант. Уже в 1917 году под псевдонимом Семён Витязевский (позже именно под этим именем Юрьев станет известен в среде русской эмиграции в Польше) в поэтическом альманахе «Молодые силы. Альманах клуба учащейся молодежи» (pl. Młode siły.Almanach Klubu Uczącej się Młodzieży) он опубликовал своё стихотворение «У подножия» (pl. U podnóża). Примерно в то же время Пантелеймон Юрьев познакомился с будущим польско-российским поэтом и прозаиком Львом (Леоном) Гомолицким. До 30-х годов XX века Лев Гомолицкий был его соратником и единомышленником, но потом их пути разошлись.
Дебют Юрьева на страницах профессиональной прессы состоялся 15 августа 1925 года в региональной российской газете «Волынское слово» (pl. Słowo Wołyńskie) в Ровно, где он опубликовал первую часть рассказа «Лялька» (pl. Lalka), описывающего судьбы русских, уезжающих в эмиграцию в Турцию. В конце 1926 года Юрьев стал постоянным сотрудником «Волынского слова», где публиковал статьи на исторические, литературные и краеведческие темы, а также свои стихи.
В 20-30х годах Юрьев был сотрудником (а в некоторых случаях и редактором) русских газет: «Утро», «Искра», «Наша жизнь» (Вильно), «Русский голос» (Львов), «Лукошко» (Варшава) и других.
Важное место в жизни П.Юрьева занимала общественно-культурная деятельность в среде русского меньшинства в Польше. Он был председателем и активном членом нескольких русских культурных обществ.
В 1957 году Пантелеймон Юрев стал главным редактором и идейным вдохновителем газеты русского меньшинства в Польше «Русский голос». Первоначально «Русский голос» был еженедельником, повторяющим сообщения польской прессы на политические и экономические темы, но уже с 1958 года он стал приобретать свой общественный, культурный и просветительский характер. Появление русской газеты дало возможность проживающим в Польше русским литераторам печатать свои произведения на русском языке.
Редакторы газеты старались указывать на то, что в прошлом связывало культуру русского и польского народов, что могло стать основой для доброжелательных отношений.
Газета за время своего существования сталкивалась с политическими и финансовыми трудностями, и в основном держалась за счет энтузиазма своего главного редактора (в последние годы её редакция располагалась у него на квартире). Сначала еженедельник, со временем «Русский голос» стал ежемесячным изданием, а в конце 1965 года газета была закрыта.
Помимо редакторской работы Юрьев также занимался переводами польской поэзии на русский язык.
В 1958 году в Лодзи был издан предназначенный для читателей в СССР сборник стихов для детей известных польских поэтов: Яна Бжехвы, Юлиана Тувима, Марии Конопницкой, Григория Тимофеева (перевод П.Юрьева).
Также П. Юрьев был председателем Историко-этнографической комиссии при Правлении РКПО (Русское культурно-просветительное общество), целью которого был сбор источников, касающихся истории и культуры старообрядцев, живущих на польских территориях.
В конце 60-х годов в Лодзи выходят последние сборники стихов П.Юрьева: «Приворотное зелье» (pl. Ziele przydrożne, 1967), «Беловеж» (pl. Białowież, 1968), «Эротики» (pl. Erotyki, 1969).
Пантелеймон Юрьев в последние годы жизни сосредоточился на научной работе. В начале 80-х годов по его инициативе была издана работа, посвящённая истории старообрядцев на польских землях. В последние годы жизни Пантелеймон Юрьев работал над материалами, посвящёнными истории прессы, издаваемой в Польше на русском языке. Этот труд был бы первой научной работой на эту тему, но, к сожалению, автор не успел завершить его.

## Издания
- Юрьев, Пантелеймон. Приворотное зелье: Пятая книга стихов [Текст] / Пантелеймон Юрьев. — Łódż : [б. и.], 1963. — 64 с. : портр.; 14 см.
- FB K 112/811
- Юрьев, Пантелеймон. Из истории первопечатных связей славяно-русских [Текст] / Пантелеймон Юрьев. — [Варшава] : [б. и.], [1967]. — 32 с. : ил.; 20 см.
- Белошевская Л., Мицнер П., Флейшман Э. (2011). Лев Гомолицкий и русская литературная жизнь в межвоенной Польше. В кн .: Лев Гомолицкий. Сочинения русского периода, т. 1 (с. 5-282). Москва.
- Сулавка А. Р. (2012). Русская и русскоязычная религиозная печать во Второй Польской Республике. Культура — Медиа — Богословие , № 10, с. 59- 88.
- Цыбарт М. (2014). Нелёгкий путь Русского голоса . В кн .: Материалы 4-й Международной научно-популярной конференции «Русское культурное и научное наследие в Польше». Гданьск, 28-29 сентября 2013 г. (с. 36-41). Варшава.